# ألكسندر ويلسون (كاتب بريطاني)
ألكسندر ويلسون (بالإنجليزية: Alexander Wilson)‏ (24 أكتوبر 1893، دوفر في المملكة المتحدة - 4 أبريل 1963 في المملكة المتحدة)؛ جاسوس وروائي بريطاني.